# El Collet (Sant Agustí de Lluçanès)
El Collet és una masia de Sant Agustí de Lluçanès (Osona) inclosa a l'Inventari del Patrimoni Arquitectònic de Catalunya.

## Descripció
Edifici de planta rectangular i teulat a doble vessant que ha sofert moltes modificacions. La part cental de la casa té tres pisos i està feta amb murs de pedra irregular i manos que volten les obertures. Aquesta part, coberta amb teula àrab, és el nucli central al voltant del qual hi ha diverses construccions annexes.
Tot i les diverses reformes s'han conservat dos carreus datats, l'unm al 1762 i l'altre el 1812.

## Història
Tot i haver realitzat sempre funcions de masia, aquesta casa ha estat i és un hostal i restaurant situat a l'encreuament de les carreteres que venen de Sant Quirze de Besora i porten a Sant Agustí de Lluçanès i Perafita.
Les úniques dates de construcció de l'edifici que es conserven són les dels carreus de pedra que actualment es troben al menjador del restaurant i que són 1762 i 1812.